# Mikrusek kasztanowaty
Mikrusek kasztanowaty (Microcebus lehilahytsara) – gatunek ssaka naczelnego z rodziny lemurkowatych (Cheirogaleidae). 

## Taksonomia
Gatunek po raz pierwszy zgodnie z zasadami nazewnictwa binominalnego opisali w 2005 roku niemieccy prymatolodzy Christian Roos i Peter M. Kappeler, nadając mu nazwę Microcebus lehilahytsara. Miejsce typowe to Andasibe (18°55′S 48°25′E/-18,916667 48,416667), prowincja Toamasina, Madagaskar. Okazy typowe to seria syntypów składająca się z 9 żywych okazów (6 samców i 3 samice) zamieszkujących Ogród Zoologiczny w Zurychu w Szwajcarii. Próbki zostały pobrane na miejscu przez Samuela Furrera i Roberta Zingga w marcu 2005 roku. DNA wszystkich osobników jest przechowywane w Gene Bank of Primates, w Deutsches Primatenzentrum w Niemczech (sygnatury GBP 1033–1042).
Dane molekularne umieszczają M. lehilahytsara w kladzie z M. berthae, M. rufus i M. myoxinus. Analizy z lat 2020–2021 oparte na danych genetycznych wykazały, że opisany w 2006 roku M. mittermeieri nie różni się genetycznie od M. lehilahytsara i powinien być traktowany jako synonim tego drugiego.
Autorzy Illustrated Checklist of the Mammals of the World uznają ten takson za gatunek monotypowy. 

### Etymologia
- Microcebus: gr. μικρος mikros „mały”; κήβος kēbos „długoogoniasta małpa”[10].
- lehilahytsara: malg. lehilahy „człowiek”; tsara „dobry”[11].

## Zasięg występowania
Mikrusek kasztanowaty występuje w Andasibe i sąsiednich obszarach (np. Maromizaha Forest) w Analamazaotra Special Reserve, w Anjozorobe-Angavo Protected Area i Parku Narodowym Andasibe-Mantadia, w środkowo-wschodnim Madagaskarze; granice zasięgu niejasne. Sądzi się, że oddzielił się od innych gatunków swego rodzaju w tym miejscu około 2 milionów lat temu.

## Morfologia
Gatunek ten jest jednym z najmniejszych lemurów swego rodzaju, o długości ciała około 9 cm, długości ogona około 10 cm; masa ciała wynosi 45–48 g.

## Ekologia
O zwierzęciu wiadomo niewiele, gdyż zostało ono odkryte niedawno. Wiemy jednak, że posiada ono długi sezon rozrodczy, trwający od sierpnia do września. Wtedy to samce nawołują samice ochrypłym głosem. Ciąża trwa 2–3 miesiące, po czym samica wydaje na świat jedno lub dwa małe.